# Lorenz Drehmann

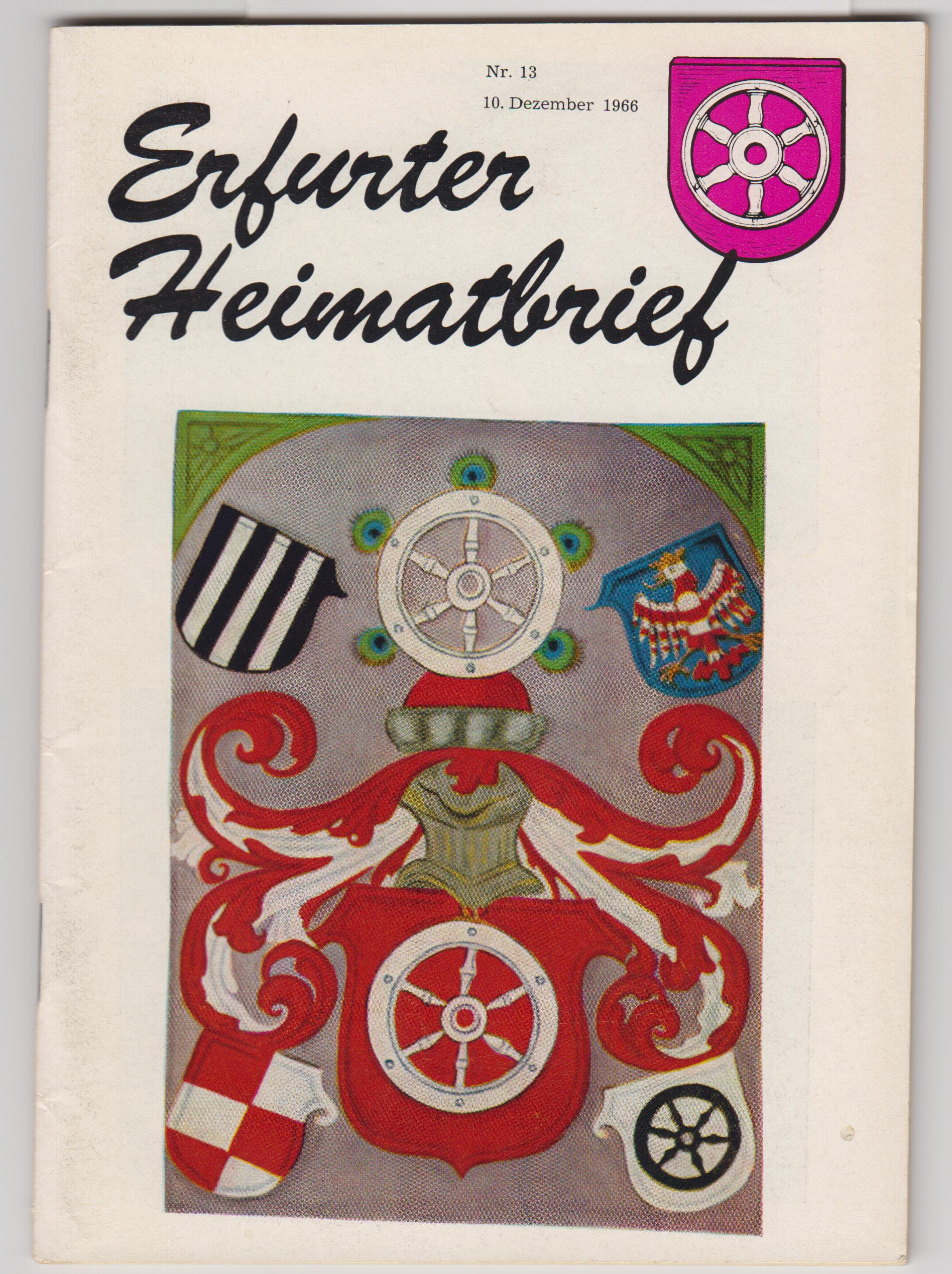
Erfurter Heimatbrief Nr. 13, vom Dezember 1966, unter der Mitarbeit von Drehmann

Lorenz Drehmann (* 7. April 1915 in Erfurt; † 5. Dezember 1992 in Saarbrücken-Dudweiler) war ein deutscher wissenschaftlicher Bibliothekar, der besonders die Landeskunde des Saarlands und Thüringens bearbeitete, sowie Vorsitzender der Vereinigung Heimattreue Erfurter in Westdeutschland und Westberlin. 1992 wurde er Ehrenbürger der Stadt Erfurt.

## Leben
Drehmann war Sohn eines Schneidermeisters aus eingesessener Erfurter Familie. Von 1926 bis 1932 besuchte er das Staatliche Humanistische Gymnasium in Erfurt, von 1932 bis 1934 das Staatliche Gymnasium in Heiligenstadt. Er war Mitglied des katholischen Jugendverbandes Neudeutschland. Drehmann studierte ab 1935 Philosophie, Theologie und Geschichte in Fulda und Würzburg (Staatsexamen 1941) und Jena (Promotion zum Dr. phil. 1947). Das Studium war unterbrochen durch Reichsarbeits- und Wehrdienst von 1939 bis 1945. Von 1949 bis 1958 arbeitete Drehmann als wissenschaftlicher Bibliothekar an der Deutschen Bücherei in Leipzig.
1958 übersiedelte er aus politischen Gründen von der DDR nach Westdeutschland, wo er als Bibliothekar des Höheren Dienstes an der Universitätsbibliothek Saarbrücken tätig war, zuletzt als Stellvertreter des Direktors. Sein wissenschaftliches Hauptarbeitsgebiet war die Landesgeschichte des Saarlandes. Seit 1965 war er Mitglied der Kommission für Saarländische Landesgeschichte und Volksforschung, seit 1970 Vorstandsmitglied. Von 1983 bis 1992 war Drehmann Vorsitzender der Vereinigung Heimattreue Erfurter e.V. Bereits 1960 hatte er sich als deren Vertrauensmann für die Erfurter im Saarland zur Verfügung gestellt. Letztmals besuchte er seine Heimatstadt Erfurt zur Eröffnung des Jubiläumsjahres 1992 (1250-Jahr-Feier).
Aus gesundheitlichen Gründen konnte Drehmann nicht an der Verleihung der Ehrenbürgerwürde durch die Stadt Erfurt am 17. Juni 1992 teilnehmen. Die Stadt würdigte mit dieser Ehrung seine Verdienste bei der Förderung der Vereinigung „Heimattreue Erfurter“ (in Westdeutschland und Westberlin) und sein Bemühen, Erfurter Bürger in ihrer Stadt wieder heimisch werden zu lassen. Drehmann arbeitete jedoch noch am Erfurter Heimatbrief zum letzten Treffen der Vereinigung „Heimattreue Erfurter“ mit, das im September 1992 in Erfurt selbst stattfand, und mit dem sich der Verein auflöste. Am 5. Dezember 1992 verstarb Lorenz Drehmann in Saarbrücken-Dudweiler.

## Schriften
- Der Weihbischof Nikolaus Elgard. Eine Gestalt der Gegenreformation. Mit besonderer Berücksichtigung seiner Tätigkeit in Erfurt und auf dem Eichsfeld auf Grund seiner unveröffentlichten Briefe. St. Benno-Verlag 1958 (verfasst auf der Basis der Promotionsschrift von Drehmann)
- [Hrsg.] Benno-Bücher. Reihe religiöser Erzählungen. Bd. 1–7. Leipzig. St. Benno-Verl. 1951–1958
- Saarländische Bibliographie: 8 Bände (1964–1978)
- Erfurter Heimatbriefe: Drehmann war Schriftleiter der EH von 1982 bis 1992 und Verfasser zahlreicher Beiträge in dieser von 1961 bis 1992 halbjährlich erscheinenden Schriftenreihe
- Mitwirkung im Herausgeber-Gremium der Johannes Kirschweng-Gesamtausgabe. Betreuung der Bände 8–11 (1984)
- Katalog der Erfurtensien-Sammlung in der Stadtbibliothek Mainz: von Drehmann zusammengestellt 1982
- Erfurter Mundart: alphabetisches Verzeichnis von Mundartwörtern. Zusammengestellt von Erfurtern für Erfurter. Hrsg.: Vereinigung Heimattreue Erfurter. Für den Inhalt verantwortlich: Lorenz Drehmann. Saarbrücken-Dudweiler 1989
- Diverse weitere Veröffentlichungen zur Heimatgeschichte von Erfurt und Thüringen in Fachzeitschriften und Zeitungen

## Ehrungen
- Ehrenmitglied des Vereins für die Geschichte und Altertumskunde von Erfurt 1991
- Ehrenbürger der Stadt Erfurt 1992